# Triết học thời Trung cổ

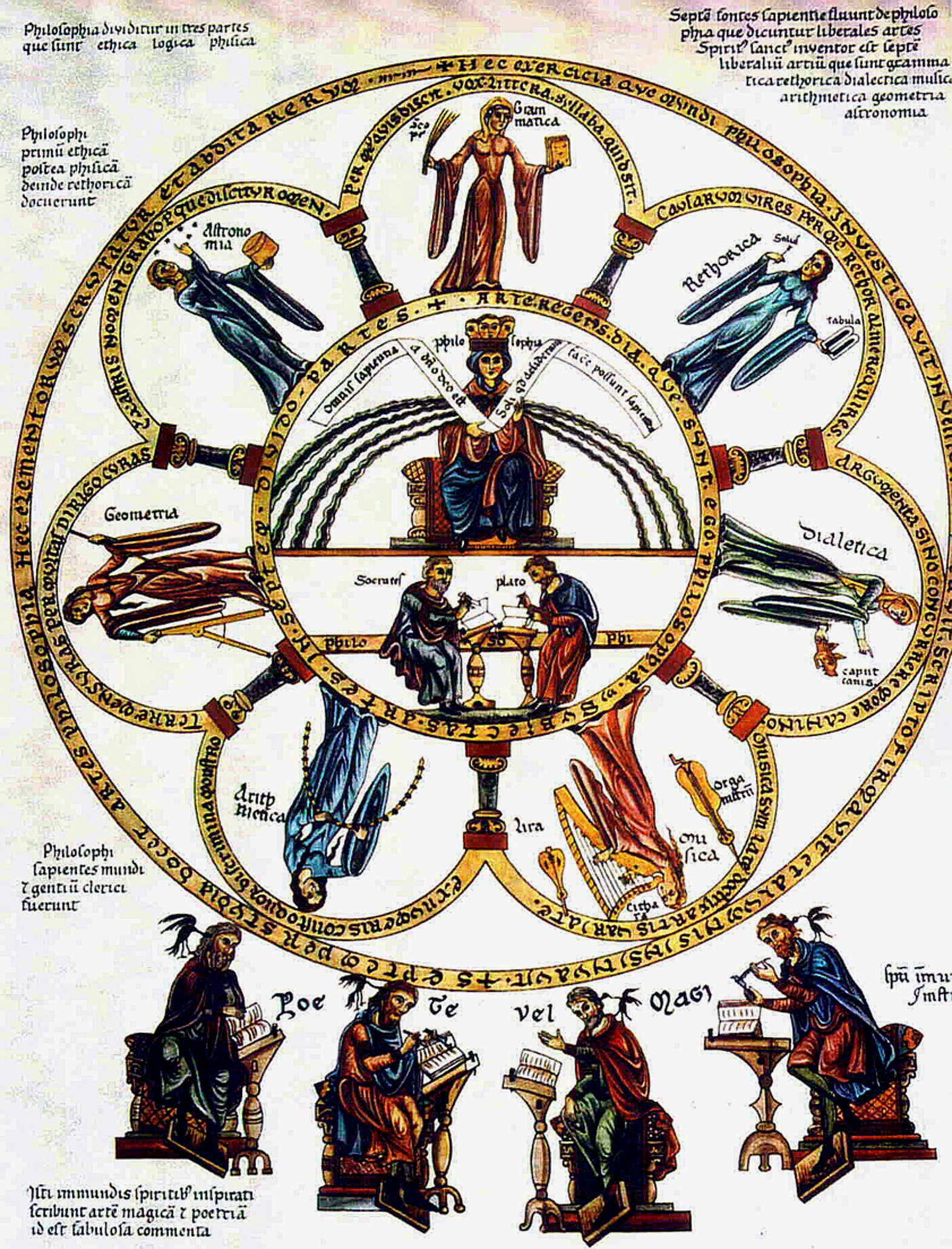
Triết học đứng giữa bảy môn học khai phóng; hình ảnh từ Hortus deliciarum của Herrad von Landsberg (thế kỷ 12).

Triết học thời Trung cổ là triết học tồn tại qua thời Trung cổ, thời kỳ đại khái kéo dài từ sự sụp
đổ của Đế chế Tây La Mã vào thế kỷ thứ 5 đến thời Phục hưng vào thế kỷ 15. Triết học thời Trung cổ, được hiểu là một dự án nghiên cứu triết học độc lập, bắt đầu ở Baghdad, vào giữa thế kỷ thứ 8,  và ở Pháp, tại tòa án lưu hành của Charlemagne, vào phần tư cuối của thế kỷ thứ 8. Nó được xác định một phần bởi quá trình tái khám phá văn hóa cổ đại phát triển ở Hy Lạp và La Mã trong thời Cổ đại,  và một phần bởi nhu cầu giải quyết các vấn đề thần học và tích hợp học thuyết thần học với việc học tập thế tục.
Lịch sử triết học thời Trung cổ theo truyền thống được chia thành hai thời kỳ chính: thời kỳ ở Tây Latinh sau thời Trung cổ cho đến thế kỷ thứ 12, khi các tác phẩm của Aristotle và Plato được tái phát hiện, dịch và nghiên cứu và "thời kỳ hoàng kim" của thế kỷ 12, 13 và 14 ở Tây Latinh, nơi chứng kiến đỉnh cao của sự phục hồi của triết học cổ đại, cùng với sự tiếp nhận các nhà bình luận tiếng Ả Rập, và những phát triển quan trọng trong các lĩnh vực triết học tôn giáo, logic, và siêu hình học.
Thời đại Trung cổ bị các nhà nhân văn thời Phục hưng đối xử một cách chê bai, họ coi đó là một "thời kỳ giữa" dã man giữa thời đại cổ điển của văn hóa Hy Lạp và La Mã, và sự tái sinh hay phục hưng của văn hóa Cổ điển. Các nhà sử học hiện đại coi thời kỳ trung cổ là một trong những sự phát triển triết học, chịu ảnh hưởng nặng nề của thần học Kitô giáo. Một trong những nhà tư tưởng đáng chú ý nhất của thời đại, Thomas Aquinas, không bao giờ tự coi mình là một triết gia, và chỉ trích các triết gia vì luôn "thiếu trí tuệ đúng đắn".
Các vấn đề được thảo luận trong suốt thời kỳ này là mối liên hệ của đức tin với lý trí, sự tồn tại và đơn giản của Thiên Chúa, mục đích của thần học và siêu hình học, và các vấn đề về kiến thức, về vũ trụ và sự cá thể hóa. :1

## Đặc trưng

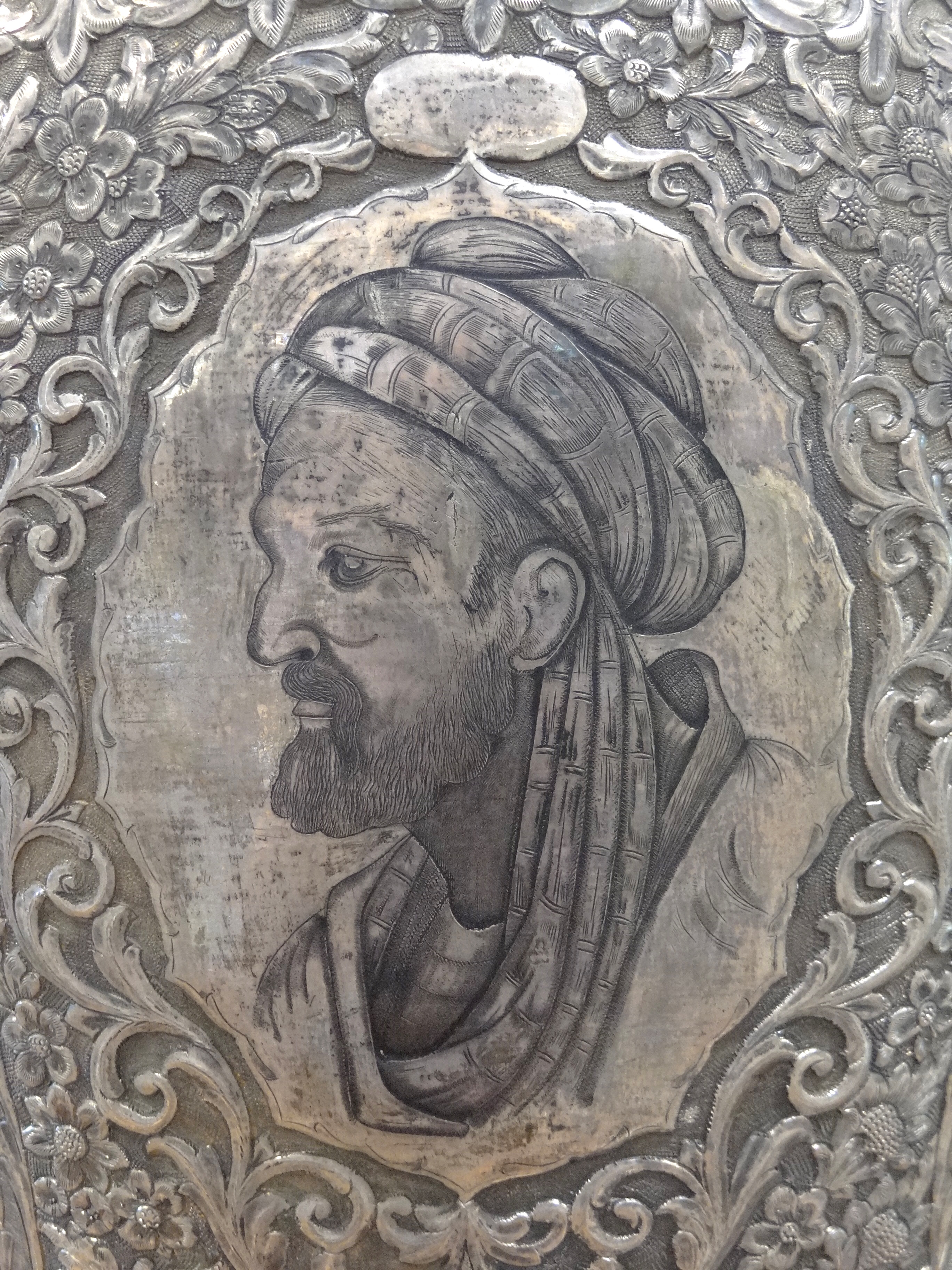
Avicenna

Triết học thời trung cổ chú trọng nặng nề vào thần học. Với các trường hợp ngoại lệ có thể có của Avicenna và Averroes, các nhà tư tưởng thời trung cổ hoàn toàn không coi mình là triết gia: đối với họ, các nhà triết học là các nhà văn ngoại giáo cổ đại như Plato và Aristotle. :1 Tuy nhiên, lý thuyết thần học của họ đã sử dụng các phương pháp và kỹ thuật logic của các nhà triết học cổ đại để giải quyết các câu hỏi thần học khó khăn và các điểm của giáo lý. Thomas Aquinas, theo Peter Damian, lập luận rằng triết học là nữ tể của thần học (ancilla theologiae).  :35 Bất chấp quan điểm triết học là người phục vụ thần học, điều này không ngăn cản các triết gia Trung cổ phát triển các triết lý nguyên thủy và sáng tạo để chống lại các bối cảnh của các dự án thần học của họ. Chẳng hạn, những nhà tư tưởng như Augustine thành Hippo và Thomas Aquinas đã tạo ra những bước đột phá lớn trong triết lý về thời gian và siêu hình học.
Các nguyên tắc làm nền tảng cho tất cả các tác phẩm của các nhà triết học thời Trung cổ là:
- Việc sử dụng logic, biện chứng và phân tích để khám phá sự thật, được gọi là ratio;
- Tôn trọng những hiểu biết của các nhà triết học cổ đại, đặc biệt là Aristotle, và bảo vệ quyền lực của họ (auctoritas);
- Nghĩa vụ phối hợp những hiểu biết của triết học với sự giảng dạy và mặc khải thần học (concordia).[4] :3–5

Một trong những chủ đề được tranh luận nhiều nhất trong thời kỳ này là mâu thuẫn giữa đức tin với lý trí. Avicenna và Averroes đều nghiêng về phía lý trí. Augustine tuyên bố rằng ông sẽ không bao giờ cho phép các cuộc điều tra triết học của mình vượt ra ngoài thẩm quyền của Thiên Chúa. :27 Anselm đã cố gắng bảo vệ chống lại những gì anh thấy là một phần của một cuộc tấn công vào đức tin, với một cách tiếp cận cho phép cả đức tin và lý trí. Giải pháp của Augustinian cho vấn đề đức tin/lý trí là (1) tin, và sau đó (2) tìm cách hiểu (fides quaerens intellectum).